# Aveneae
Aveneae, nekadašnji tribus trava, dio potporodice Pooideae, danas je uklopljen u tribus Poeae. Sastoji se od 8 podtribusa čije su vrste slične zobi.

## Podtribusi
1. Aveninae J. Presl
2. Agrostidinae Fr.
3. Anthoxanthinae A. Gray
4. Brizinae Tzvelev
5. Calothecinae Soreng
6. Echinopogoninae Soreng
7. Hypseochloinae Röser & Tkach
8. Phalaridinae Fr.
9. Torreyochloinae Soreng & J.I. Davis